# Reichenbach, Birkenfeld
 Reichenbach là một đô thị thuộc huyện Birkenfeld, trong bang Rheinland-Pfalz, phía tây nước Đức. Đô thị Reichenbach, Birkenfeld có diện tích 11,13 km², dân số thời điểm ngày 31 tháng 12 năm 2006 là 673 người.